# Skeatia maculiceps
Skeatia maculiceps là một loài tò vò trong họ Ichneumonidae.